# مادان
مادان (به لاتین: Madan) یک منطقهٔ مسکونی در بنگلادش است که در ناحیه نتروکونه واقع شده‌است. مادان ۲۲۵٫۸۵ کیلومتر مربع مساحت و ۱۵۴٬۴۷۹ نفر جمعیت دارد.